# Total Recall : Mémoires programmées
Pour les articles homonymes, voir Total Recall.
Pour plus de détails, voir Fiche technique et Distribution.
Total Recall : Mémoires programmées (Total Recall) est un film américain de science-fiction réalisé par Len Wiseman, sorti en 2012.
Il s'agit de la seconde adaptation cinématographique de la nouvelle Souvenirs à vendre (We Can Remember It for You Wholesale) de Philip K. Dick parue en 1966, la première étant le film Total Recall de Paul Verhoeven, sorti en 1990.
Le film se déroule à la fin du XXIe siècle, où la Terre a fait l'objet de plusieurs conflits chimiques qui ont rendu une bonne partie de notre monde inhabitable. Seuls deux grands territoires sont restés sains : l'Union fédérale britannique, puissance économique qui regroupe les Îles anglaises ainsi qu'une partie des côtes européennes, et « la Colonie », située sur l'île d'Australie, en état de pauvreté. Doug Quaid, un ouvrier fabriquant des robots de sécurité, en a assez de vivre la même vie, jour après jour. Intéressé par les offres de la société Rekall, qui propose à ses clients l'implant de souvenirs virtuels, il se lance dans l'aventure et décide de se faire implanter les souvenirs d'un agent secret en mission. Et il se retrouve brusquement embarqué dans une traque sans merci qui pourrait déterminer le sort de millions de vies, sans savoir s'il vit un rêve ou la réalité.

## Synopsis
Douglas Quaid travaille au sein de « la Colonie » ; il est ouvrier dans une usine qui fabrique des synthétiques (« synthés »), c'est-à-dire des robots policiers. Tous les jours, comme des milliers d'autres travailleurs de la Colonie (également traduit par « l'Enclave »), il emprunte, pour se rendre à l'usine située dans l'Union fédérale britannique, le seul moyen de transport sûr, un train gravitationnel appelé « la Chute » (The Fall), qui passe à travers le noyau terrestre. Il est marié depuis sept ans avec la douce et belle Lori, qui travaille pour les services de sécurité.
Mais il en a assez de vivre la même vie, jour après jour. Il est aussi en proie à des rêves qui le perturbent. Il fait en effet toujours le même rêve, celui où il tente d'échapper à des synthétiques, en compagnie d'une jeune femme.
Pour tenter de calmer ses cauchemars récurrents, et ayant entendu parler des offres de la société Rekall qui propose à ses clients l'implant de souvenirs virtuels, il se rend dans les locaux de cette société et décide de se faire implanter les souvenirs d'un agent secret en mission. Toutefois, le directeur du centre Rekall constate qu'il y a un problème et ordonne l'interruption du processus, en traitant Doug d'espion. Celui-ci ne comprend pas.
Soudain, une escouade de policiers intervient et attaque Rekall. Doug se saisit d'une arme et les neutralise tous. Il s'échappe et rentre chez lui, incapable de comprendre ce qu'il se passe. Arrivé à l'appartement, il explique maladroitement la situation à Lori, qui tente alors soudainement de l'éliminer. Il s'échappe alors, poursuivi par Lori et par des synthés, qui tentent vainement de le tuer. S'ensuit une traque à travers la ville.
Doug découvre qu'il a, implanté dans sa main, un téléphone miniaturisé. Il est alors contacté par un homme, Hammond, qui se réclame de la Résistance de la Colonie. En effet, le Chancelier de l'Union fédérale britannique, Cohaagen, qui exerce une forte pression économique et politique sur la Colonie, est en butte à un groupe multiforme dénommé La Résistance, qui organise des actions de sabotage et d'intimidation. La « Résistance » est animée par un chef charismatique, Matthias, dont le bras droit, Carl Hauser, a disparu depuis quelques mois.
Durant sa traque, Doug est tout à coup rejoint par une jeune femme, Melina, qui l'aide à s'échapper de ses poursuivants. Elle est nul autre que la femme de son rêve. S'ensuit alors une seconde traque avec Mélina, qui s'inquiète du fait qu'il a perdu la mémoire. Après une longue course-poursuite, Doug et la jeune femme, qui a été blessée lors de la traque, arrivent à l'appartement du « vrai Doug ». Doug fouille l'appartement, et découvre un message vidéo qu'il active lorsqu’il joue au piano. C'est un message enregistré par son autre lui-même, qui lui explique qu'il est le rebelle Carl Hauser, autrefois le meilleur agent de Cohaaggen infiltré dans la Résistance, mais qu'il est devenu le bras droit de Matthias, et que ce dernier l'avait chargé de découvrir le code-source des synthétiques. Ce code-source est caché dans un des replis de sa mémoire, et si on parvient à l'extraire, on pourra désactiver la totalité des robots-policiers. En effet, Hauser a découvert qu'une bonne partie des attentats terroristes attribués à la Résistance sont en fait planifiés par Cohaaggen afin de pouvoir envahir la Colonie et pour une raison simple : vu que la population augmente, l'espace vital se réduit et l'Union Fédérale Britannique n'aura bientôt plus la place de contenir sa population. Exterminer la Colonie était le moyen le plus rentable pour Cohaaggen d'assurer l'avenir de sa population.
Mélina lui explique ensuite que ce qu'il croit être un rêve récurrent était le souvenir d'un épisode réel. Pour le prouver, elle lui montre la trace d'un projectile laser qu'elle avait reçu dans la main ; or Doug a la même trace dans sa main : ils avaient tous deux les mains enlacées lorsqu'ils ont reçu ce projectile, qui a perforé leurs deux mains. Il comprend alors qu'ils étaient en relation et Doug est troublé de ces révélations.
Soudain, les forces armées de Cohaagen ceinturent l'immeuble. Le meilleur ami de Doug s'avance et lui explique qu'il est toujours chez Rekall : il fait une crise paranoïde aiguë. Pour s'en sortir, il faut qu'il supprime l'obstacle psychique qui alimente sa psychose, c'est-à-dire tuer Melina, et il se réveillera chez Rekall. Melina le supplie de ne pas croire à ces mensonges. Ne sachant que croire, ni qui croire, Doug hésite, jusqu'à ce qu'il remarque une larme perlant de l'œil de Melina. Il tue alors son « ami ».
S'ensuit une nouvelle course-poursuite entre la police de Cohaagen, menée par Lori, et les deux héros. Après avoir une nouvelle fois échappé aux forces de police, ils se rendent au repaire de Matthias, situé en zone contaminée.
On place Doug sur un siège électronique : le but est d'extraire de sa mémoire le code-source des synthétiques. Tout à coup, Matthias découvre que la tentative d'extraction qu'ils ont mise en œuvre produit les effets d'un signal. Bien que cessant le processus, les forces de Cohaagen arrivent sur les lieux et mettent les rebelles en état d'arrestation. Cohaagen se présente alors, et se félicite que son plan ait parfaitement réussi.
On apprend que la traque avait pour unique but de trouver le repaire de Matthias et découvrir les autres planques, objectif parfaitement accompli, et que Hauser devait voir toute sa période infiltrée dans la Résistance effacée pour qu'il redevienne le fidèle agent du chancelier. Cohaagen abat Matthias, quitte les lieux avec Lori, emmenant Mélina comme prisonnière. Il projette d'envahir le soir même la Colonie avec ses robots. C'est pourquoi il se rend immédiatement à la Chute tandis que ses hommes s'apprêtent à procéder à l'effacement de la mémoire de Doug, afin de réimplanter la mémoire du vrai Hauser, traître de la Résistance. Resté seul avec les synthétiques, Doug parvient à se libérer et à les détruire avec l'aide d'Hammond, qui ne survit pas à l'affrontement. Il vole un hélicoptère et se rend sur le site de la Chute. Il mine certains lieux stratégiques de l'immense vaisseau de transport, et part à la recherche de Melina. L'ayant retrouvée, ils s'enfuient. Mais leur présence est signalée, et une nouvelle course-poursuite s'engage.
Le vaisseau de transport arrive sur le port d'arrivée de la Colonie. Au moment où Melina et Doug tentent de quitter ce vaisseau, ils sont attaqués par quelques synthés, dirigés par Cohaagen en personne. Néanmoins Cohaagen est blessé dans la bataille, et les deux héros parviennent à s'enfuir au moment où les charges explosives détonent. Le vaisseau de transport retombe dans le puits, avant d'exploser dans une immense déflagration. Cohaagen meurt dans l'explosion.
Doug, qui avait perdu connaissance, se réveille dans un fourgon-ambulance, Melina à ses côtés. Sauf qu’il ne s’agit pas de Melina, car elle n'a pas la blessure de balle à la main similaire à la sienne. Il s'agit en fait de Lori qui, en s'échappant du vaisseau de transport, avait pris un appareil servant à copier l'apparence d'une autre personne. Une lutte brève a lieu entre eux, et Doug tue Lori. Avec Melina, une nouvelle ère va désormais débuter.
Version longue
La fin diffère quelque peu dans la version longue puisque dans la dernière scène, Doug retire un pansement du pli de son coude qui apparaît vierge du tatouage fait par Rekall au début du film, ce qui peut signifier qu'il n'a en fait jamais quitté le rêve de Rekall (ou alors, que le tatouage, qui n'était que temporaire, s'est effacé).

## Fiche technique
- Titre original : Total Recall
- Titre en français : Total Recall : Mémoires programmées
- Réalisation : Len Wiseman
- Scénario : Mark Bomback, James Vanderbilt et Kurt Wimmer d'après Souvenirs à vendre de Philip K. Dick
- Direction artistique : Brandt Gordon (supervision), Patrick Banister
- Décors : Patrick Tatopoulos
- Costumes : Sanja Milkovic Hays
- Photographie : Paul Cameron
- Effets spéciaux : Laird McMurray, Clay Pinney (supervision) pour Double Negative et The Third Floor
- Montage : Christian Wagner
- Musique : Harry Gregson-Williams
- Production : Toby Jaffe, Neal H. Moritz et Ric Kidney (de) (production exécutive)
- Sociétés de production : Original Film, Rekall Productions et Total Recall
- Sociétés de distribution : Columbia Pictures (États-Unis), Sony Pictures Releasing France (France)
- Budget : 125 000 000 de dollars[1]
- Pays d'origine :  États-Unis
- Langue originale : anglais
- Format : couleur – 35 mm – 2,35:1 – Son SDDS / Datasat / Dolby Digital
- Genre : science-fiction
- Durée : 118 minutes, 130 minutes (version longue)
- Dates de sortie[2] :
  - Canada, États-Unis : 3 août 2012
  - Belgique : 8 août 2012
  - France, Suisse romande : 15 août 2012[3]
- Tous publics lors de sa sortie en salle puis interdit aux moins de 12 ans lors de sa sortie en DVD[Où ?].

## Distribution
- Colin Farrell (VF : Boris Rehlinger ; VQ : Martin Watier) : Douglas Quaid / Carl Hauser
- Kate Beckinsale (VF : Laura Blanc ; VQ : Camille Cyr-Desmarais) : Lori Quaid
- Jessica Biel (VF : Vanina Pradier ; VQ : Mélanie Laberge) : Melina
- Bryan Cranston (VF : Serge Biavan ; VQ : Patrick Chouinard) : chancelier Vilos Cohaagen
- John Cho (VF : Jérémy Prévost ; VQ : Éric Bruneau) : McClane
- Bill Nighy (VF : Georges Claisse ; VQ : René Gagnon) : Matthias Lair
- Bokeem Woodbine (VF : Frantz Confiac ; VQ : Gilbert Lachance) : Harry
- Will Yun Lee (VQ : Antoine Durand) : Marek
- Dylan Smith (VF : Philippe Vincent ; VQ : Tristan Harvey) : Hammond
- Michael Therriault (VF : Fabrice Lelyon) : Anderson
- Ethan Hawke (VF : Jean-Pierre Michaël) : Hauser (uniquement dans la version longue)
- Kaitlyn Leeb : La femme à trois seins

Source et légende : Version française (V. F.) sur Voxofilm et RS Doublage et VQ

## Production

### Développement
Le magazine américain Variety du 2 juin 2009 a informé que Kurt Wimmer écrivait le scénario pour cette reprise,. Mark Bomback y participait aussi à l'écriture et James Vanderbilt l'affinait par-dessus le marché. Approximativement un an plus tard, la firme Original Film a engagé le réalisateur Len Wiseman, Paul Cameron en directeur de la photographie et Christian Wagner en chef monteur.
Le réalisateur a beaucoup aimé le scénario d'autant plus que l'histoire ne se déroule pas sur la planète Mars et diffère complètement de la version de Paul Verhoeven en 1990. Dans l'œuvre de Philip K. Dick, le personnage principal a pour mission de sauver la Terre, et non la planète rouge.

### Attribution des rôles
Selon The Hollywood Reporter, en octobre 2010, Colin Farrell était en haut de la liste, dans laquelle se trouvaient également Tom Hardy et Michael Fassbender, pour le rôle de Doug Quaid, autrefois tenu par Arnold Schwarzenegger en 1990. En janvier 2011, son rôle est officialisé. Kate Beckinsale, autrement dit la femme du réalisateur, était confirmée, en mai, pour le rôle de Lori. Dans le même mois, les actrices Eva Green, Diane Kruger et Kate Bosworth étaient pressenties pour le personnage de Melina, désormais attribué à Jessica Biel. Bryan Cranston était en négociations pour incarner le rôle antagoniste de Vilos Cohaagen, tout comme Bill Nighy avec Quatto. Ethan Hawke devait apparaître brièvement dans un rôle qualifié de monologue mais n'est finalement présent que dans la version longue. John Cho a également rejoint les acteurs du remake.

### Tournage
Le budget du film est estimé à 125 000 000 de dollars. Le tournage a débuté le 30 mai 2011 avec les caméras Red Epic digital aux lentilles anamorphosées Panavision à Toronto au Canada, la majorité des scènes étant filmées aux studios Pinewood Toronto. Les scènes de course-poursuite ont été tournées dans les rues de Toronto, le 26 juillet, sur une portion de Lake Shore Boulevard ayant été le temps du tournage fermé au public, ainsi que l'université de Toronto, le Palais des congrès du Toronto métropolitain en plein centre-ville et la ville de Guelph au sud-ouest de l'Ontario, le 21 août, « un endroit idéal » comme l'avait déclaré David McIlroy, directeur de la seconde unité pour la production Rekall.
Lors d'une interview sur son dernier film, en tant que scénariste, Underworld : Nouvelle Ère (Underworld Awakening) en janvier 2012, le réalisateur Len Wiseman a révélé qu'il était en plein montage.

### Musique
Après avoir travaillé sur le film d'animation Mission : Noël (Arthur Christmas, 2011) de Sarah Smith, Harry Gregson-Williams a avoué dans une interview du webzine FSM Online en novembre 2011 qu'il était en train de travailler sur la musique de film,.

## Promotion
Les premières images sont diffusées mi-mars 2012 à la télévision japonaise avant qu'elles ne soient transmises et immédiatement supprimées sur Internet, on y apercevait des effets spéciaux encore inachevés. Quelques jours après, précisément le 27 mars 2012, une aguiche s'offre finalement sur les webzines américains avant la diffusion télévisée sur ABC, dimanche 1er avril 2012.

## Accueil

### Sortie
La première projection de Total Recall a eu lieu 2 août 2012 à Hong Kong. Au Canada et aux États-Unis, le film est sorti le 3 août 2012 ; quant à l'Europe de l'Ouest francophone, la Belgique l'a vu le 8 août 2012, la France et la Suisse romande, le 15 août 2012, sous le titre de Total Recall : Mémoires programmées.

### Accueil critique
Dans l'ensemble des pays anglophones, Total Recall : Mémoires programmées a rencontré un accueil critique assez défavorable, puisqu'il récolte 31 % d'avis favorables sur le site Rotten Tomatoes, basé sur 233 commentaires collectés et une note moyenne de 5,2/10 et un score de 43/100 sur le site Metacritic, basé sur 41 commentaires collectées.
En France, le film recueille un accueil défavorable. Le site Allociné propose une note moyenne de 1,9⁄5 à partir de l'interprétation de critiques provenant de 17 titres de presse.

### Box-office
Sorti aux États-Unis dans 3 601 salles, Total Recall : Mémoires programmées démarre à la seconde place du box-office pour son premier week-end d'exploitation avec 25 577 758 dollars de recettes, soit une moyenne de 7 103 dollars par salle, la première place étant occupée par The Dark Knight Rises. Mais dès le week-end suivant, le long-métrage perd 68,7 % de ses bénéfices, pour se classer à la cinquième place du box-office et un total de 8 013 040 dollars, pour une moyenne de 2 225 dollars par salle et un cumul de 44 101 432 dollars. La chute au box-office de Total Recall: Mémoires programmées continue, puisque, perdant plusieurs salles qui le diffusaient, ainsi que ses bénéfices, le film finit son exploitation en salles à la 42e position avec un total de 58 877 969 dollars de recettes en dix semaines, ce qui constitue un véritable échec commercial au vu de son budget de production. Toutefois, il fut relativement rentable au box-office mondial, avec 198 615 996 $.
En France, malgré le mauvais accueil de la presse, le film rencontre son public en prenant directement la première place du box-office avec plus de 550 000 entrées totalisées en première semaine,,. Il dépasse le million d'entrées au cours de la troisième semaine, pour finir son exploitation à plus de 1,2 million d'entrées.

## Distinctions

### Récompense
- Alliance of Women Film Journalists 2013 : suite ou remake qui n'aurait jamais du être fait[40].

### Nominations
- Razzie Awards 2013 : pire actrice dans un second rôle pour Jessica Biel
- Visual Effects Society Awards 2013 : meilleure cinématographie virtuelle dans un film d'action à prises de vue réelles

## Comparaisons avec la nouvelle originale et la première adaptation
Comme la première adaptation par Paul Verhoeven en 1990, le scénario respecte le début de la nouvelle Souvenirs à vendre de Philip K. Dick, avant de s'en éloigner assez rapidement. À la différence de la nouvelle, la police robotisée de Cohaagen est mauvaise (alors que l'Interplan de Dick est un organisme neutre), et l'épouse Lori (Kirsten dans la nouvelle) est une espionne chargée de surveiller Douglas (ce qui n'est pas le cas dans la nouvelle).
Néanmoins, ce film est très « dickien » dans son esprit, puisqu'il met en prise le héros avec la difficulté de déterminer où se situe la réalité de la fiction, et la nature de son moi profond.
Le scénario suit globalement celui de la première adaptation, avec mise en valeur de la longue course-poursuite entre Doug (puis Doug-Melina) et Lori, sur fond d'effets spéciaux.
À la différence du film de Paul Verhoeven, l'action se déroule sur Terre et Doug sauve les habitants de la « Colonie », alors que dans la première version, Doug (Arnold Schwarzenegger) était le sauveur de la planète Mars, elle-même colonie de la Terre. Il n'est pas question d'extraterrestres dans le second film. De même les rôles de Lori (Sharon Stone) et de Richter (Michael Ironside) ont été fusionnés au profit de la seule Lori.
D'autres différences sont visibles : c'est le meilleur ami de Doug qui vient lui dire qu'il est en train de délirer, et Doug s'aperçoit de la vérité lorsqu'une larme coule sur la joue de Melina (dans le film de Paul Verhoeven, c'est un psychiatre qui intervient, et Doug se rend compte du traquenard grâce à une goutte de sueur) ; aucune publicité clandestine ne figure dans la seconde version, à l'exception de la marque du piano sur lequel Doug joue (alors que la première version en était remplie) ; ambiance asiatique de Rekall (emprunté aux codes visuels de Blade Runner) et des personnes habitant la Colonie (tandis que la première version était « européenne ») ; etc.
Enfin, les policiers-robots de Cohaggen ressemblent, dans leur forme, leur taille et leur couleur, aux soldats de l'Empire galactique de la saga Star Wars.

## Autour du film
- Le film comporte quelques références au film de Paul Verhoeven :
  - Doug est abordé par une femme ayant trois seins, comme dans le premier film.
  - Lors du passage sous le portique de détection, le douanier demande à une femme, ressemblant au « costume » qu'avait endossé Quaid dans le premier opus pour passer inaperçu, la durée de son séjour. Cette dernière répond de la même façon « deux semaines ».
  - Lors de la scène dans l'ascenseur, un robot se fait couper un bras de la même façon que Richter se fait couper les siens dans la version précédente.
  - Le meilleur ami de Doug essaie de le convaincre de ne pas utiliser le « Rekall » en lui narrant l'histoire d'un homme devenu fou après avoir rêvé de diriger Mars, ce qui est une allusion au personnage principal du premier film.
- Dans ce film futuriste, l'ancien président américain Barack Obama figure sur les billets de banque.
- Dans le film, la Chute traverse la Terre. Outre les difficultés techniques à surmonter pour construire une telle infrastructure, censée traverser des zones de pression et de température très importante à l'intérieur de la Terre, les passagers seraient en situation d'apesanteur durant tout le trajet (l'accélération gravitationnelle des passagers étant égale à celle du véhicule), et pas uniquement au centre de la Terre comme suggéré dans le film. La durée du trajet pour ce train gravitationnel serait d'environ 40 minutes (et non 17 minutes comme affirmé dans le film) et la vitesse maximum, lors du passage au centre de la Terre, serait d'environ 7,9 km/s.